# 姜伯驹
姜伯驹（1937年9月4日—），男，浙江平阳（今属龙港市）人，生于天津，中国数学家，主要从事拓扑学中的不动点理论和低维拓扑学的研究。其父是中国现代数学奠基人之一姜立夫先生。

## 生平
姜伯驹生于天津。1957年毕业于北京大学数学力学系并留校任教至今。历任北京数学会理事长、南开数学研究所副所长、北京大学数学科学院院长、中国教育部理科数学教学指导委员会主任等职。文革期間姜伯驹在尼尔森数的计算方面继续取得进展。如果不是“文革”一度打断了研究，他探索的步伐会走得更快。“文革”噩梦结束后，姜伯驹的数学生命中又一个春天来临了。他到了普林斯顿访学，這件事情則是因為姜立夫教授的大弟子陈省身，从美国来到北大。当年在南京，陈省身就住在姜立夫一家人的楼上，见过刚上初中的姜伯驹。没有想到在北京大学再次见面，昔日少年已经是一个有成就的数学家了。他父亲姜立夫去普林斯顿高等研究所，陈省身建议姜伯驹看看老父親当年学习和生活过的地方。于是姜伯驹便有了这段在美的经历。现任北京大学数学系博士生导师。1983年出版专著《尼尔森不动点理论讲座》，1980年当选中国科学院院士，1985年当选第三世界科学院院士，1989年获得陈省身数学奖，2002年获得华罗庚数学奖。